# جائزة هولندا الكبرى 1958
جائزة هولندا الكبرى 1958 هو سباق فورمولا 1 أقيم بتاريخ 26 مايو 1958 في حلبة بارك زانتفورت، هولندا. كان الثالث من أصل 11 في بطولة العالم لسباقات الفورمولا واحد موسم 1958. حلّ البريطاني ستيرلنغ موس أولا بينما جاء الأمريكي هاري شيل في المركز الثاني وحصل على المركز الثالث الفرنسي جان بيرا.